# Théorie d'Everett

Le paradoxe du chat de Schrödinger dans l’interprétation d’Everett des mondes multiples (many worlds). Ici, chaque évènement est une bifurcation. Le chat est à la fois mort et vivant, avant même l'ouverture de la boite, mais le chat mort et le chat vivant existent dans des bifurcations différentes de l'univers, qui sont tout aussi réelles l'une que l'autre.

La théorie d'Everett, appelée parfois théorie des états relatifs, des mondes multiples (many-worlds) ou des observateurs multiples (many-minds), est une formulation de la mécanique quantique fondée uniquement sur l'évolution déterministe de l’équation de Schrödinger, qui, appliquée à l’univers entier, régit son état quantique.
En effet, dans la formulation et l’interprétation conventionnelle de la mécanique quantique, un état quantique peut évoluer fondamentalement selon deux manières :
- processus 1 : changement discontinu (réduction du paquet d'onde) lors d’une mesure effectuée par un observateur extérieur ;
- processus 2 : changement continu et déterministe de l’état du système selon l’équation de Schrödinger.

Everett montre que le processus 2 suffit pour retrouver toutes les prédictions de la formulation conventionnelle. Cependant, en l’absence du processus de réduction du paquet d’onde, l’univers se trouve ramifié en une superposition d'un nombre astronomique de mondes séparés.
Savoir si ces idées constituent réellement une théorie ou seulement une interprétation de la mécanique quantique est une question débattue, car ses prévisions sont identiques à celles de la théorie conventionnelle, l'interprétation de Copenhague.

## Motivations et fondements de la thèse d’Everett
Dans sa thèse, publiée sous diverses versions plus ou moins longues à partir de 1956, Hugh Everett s’emploie à établir un cadre adapté à la quantification de la relativité générale. Une question qui se pose notamment est de savoir comment évolue l’état quantique de l’univers tout entier. D’après Everett, dans le cadre de la formulation et de l’interprétation conventionnelles de la mécanique quantique, un état quantique peut évoluer fondamentalement selon deux manières :
Le "processus 1" : changement discontinu (réduction du paquet d'onde) provoqué par une mesure effectuée par un observateur extérieur (l’observateur peut être un simple appareil de mesure).
Le "processus 2" : changement continu et déterministe de l’état du système selon l’équation d’onde (du type équation de Schrödinger).
Everett fait remarquer que le processus 2 (continu) ne peut pas s’appliquer si le système quantique étudié comporte un observateur, puisque celui-ci « fonctionne » selon le processus 1 (discontinu). La théorie conventionnelle devient donc incohérente dans ce cas. De plus, un observateur extérieur au système quantique étudié est forcément (selon les mots de Werner Heisenberg) décrit par la physique classique ; or il est anormal que la théorie quantique s’appuie sur la physique classique, moins fondamentale qu’elle. Des théories postérieures à celle d'Everett, telle la théorie de la décohérence, ont depuis apporté une réponse partielle au problème de la mesure quantique en prédisant la disparition rapide de la possibilité d'observer, à une échelle macroscopique, des états classiques superposés sans toutefois éliminer, comme le fait la théorie d'everett, le conflit entre une dynamique d'évolution unitaire, déterministe et réversible des états quantiques et la violation de cette unitarité d'évolution lors d'une mesure quantique. D’autre part (toujours selon Everett), si le système étudié est l’univers entier, l’idée d’un observateur extérieur n’a plus de sens.
Everett propose donc de se débarrasser du processus 1. Il réussit à montrer que le processus 2 décrivant une mécanique purement ondulatoire suffit pour retrouver tous les concepts probabilistes et toutes les prédictions de la formulation conventionnelle. La théorie d'Everett est ainsi une formulation de la mécanique quantique comportant essentiellement une équation d'évolution déterministe, du type équation de Schrödinger, qui régit l'état quantique (ou fonction d'onde) de l'univers. Cependant, en l’absence du processus de réduction du paquet d’onde, l’univers se trouve ramifié en une superposition d'un nombre prodigieusement grand voire infini de mondes séparés. Cette conséquence de la théorie d'Everett est tellement marquante que cette dernière est appelée théorie des mondes multiples. Le physicien Thibault Damour et le scénariste Jean-Claude Carrière lui préfèrent l'expression de multiplicité du monde, celui-ci restant stricto sensu unique .

## Les autres noms de la théorie
Le titre de la première version de la thèse d’Everett (1956) est Théorie de la fonction d'onde universelle ; dans ce mémoire, il fait référence à son propre travail en termes d’interprétation purement ondulatoire de la mécanique quantique. Le titre de la  seconde version de sa thèse (1957) est Formulation de la mécanique quantique en termes d'états relatifs. En 1973, Bryce DeWitt et Neill Graham ont publié un recueil d’essais (comprenant la version longue de la thèse d’Everett) intitulé L'interprétation de la mécanique quantique en termes de mondes multiples.
Pour toutes ces raisons, la théorie d'Everett est appelée parfois théorie des états relatifs, théorie des mondes multiples (many-worlds) ou théorie des observateurs multiples (many-minds).

### Simple interprétation ou théorie à part entière?
Selon Everett, le fait que sa théorie ne soit pas fondée sur les mêmes postulats que la formulation conventionnelle de la mécanique quantique justifie qu’on la considère comme une théorie complète, une nouvelle théorie, ou au moins une théorie modifiée.
Toutefois, comme elle n'effectue pas de prévisions nouvelles qui différeraient de la théorie conventionnelle, elle est considérée par beaucoup comme une simple interprétation de la mécanique quantique.

## Les arguments de la théorie d'Everett
- Les lois quantiques sont universelles. Tous les systèmes physiques, microscopiques ou macroscopiques, obéissent aux mêmes lois. Il n'y a pas de raison qui permettrait d'affirmer que les systèmes macroscopiques échappent aux lois quantiques. La réunion de deux systèmes quantiques est toujours un système quantique. Par récurrence on en déduit qu'un système est toujours quantique, aussi gros soit-il.
- Comme les appareils de mesure sont des systèmes quantiques, leur dynamique est décrite par l'équation de Schrödinger, autrement dit leur évolution est unitaire. Comme la réduction du paquet d'onde n'est pas une évolution unitaire, elle contredit l'équation fondamentale de la physique quantique, celle de Schrödinger : {\displaystyle i\hbar {\frac {d}{dt}}\Psi =H\Psi }. Il faut donc renoncer au postulat de la réduction du paquet d'onde. Sinon, la théorie quantique serait contradictoire.
- Lorsque le système observé n'est pas un état propre de la mesure, l'équation de Schrödinger prédit que le système complet (système observé+appareil de mesure) est dans une superposition de résultats de mesure à l'issue de l'observation. Cela vaut également pour les observateurs humains. Comme nous observons toujours un seul résultat de mesure, pas une superposition, Everett en conclut que les solutions de l'équation de Schrödinger décrivent une multiplicité de destinées des appareils de mesure et des observateurs humains.
- Everett avance dans sa thèse que la réduction du paquet d'ondes est une sorte d'illusion qui résulte du postulat d'évolution unitaire et de l'intrication entre le système observé et le système observateur.
- Il montre également que l'intersubjectivité des résultats d'observation résulte des principes quantiques et qu'elle n'est pas incompatible avec les destinées multiples.
- L'interprétation d'Everett suggère l'apparition d'une multiplicité de mondes classiques relatifs aux observateurs, qui ont des destinées multiples dans un unique univers quantique décrit par une unique solution de l'équation de Schrödinger : la fonction d'onde universelle (c'est le titre de la thèse d'Everett)[5],[6],[7],[8].
- Les mathématiciens disent que ces différents univers sont contenus dans un espace de Hilbert de dimension infinie. Dans un tel espace, tous les univers possibles, tels que définis par la gigantesque fonction d’onde qui les contient, se superposent les uns aux autres.

Le monde classique observé à un instant et un endroit donné correspondrait alors juste à une des réalisations possibles de la fonction d'onde, celle précisément qui a donné naissance à son observateur particulier à ce moment.

## Contexte
Hugh Everett, qui l'a développée, estimait  peu vraisemblable qu'une fonction d'onde déterministe donne lieu à des observations qui ne le sont pas, conséquence pourtant d'un postulat de la mécanique quantique, celui de la réduction du paquet d'onde. Ce postulat pose également un problème de cohérence mathématique avec le problème de la mesure quantique dans cette même théorie.
Selon lui, la seule source d'anti-hasard  possible était l'observateur lui-même, ou plus exactement : sa nature d'observateur qui lui était propre (le résultat qu'il observait le caractérisant lui-même en tant que cet observateur), et ne concernait pas l'univers, qui restait parfaitement neutre et comportait toutes les possibilités prévues par la théorie quantique. Les possibilités par lui observées définissaient seules l'observateur, qui ne percevait donc que cet univers-là.
Cette interprétation inhabituelle, rappelant le principe de l'action et de la réaction, fut exposée dans sa thèse de doctorat en 1957, sous la direction de John Wheeler (voir la biographie), qui fut dès 1957 un partisan enthousiaste de cette théorie, en comparant Everett aux plus grands, Newton et les autres[réf. souhaitée], dans l'article qui introduit celui d'Everett — la seule à rendre compte sans paradoxe de la mécanique quantique — et nombre de physiciens, au nombre desquels David Deutsch et Colin Bruce, la considèrent la seule possible à ne pas nécessiter quelque deus ex machina introduisant en permanence de l'anti-hasard dans l'univers. Sans indiquer réellement son opinion sur cette théorie, le prix Nobel de physique 1969 Murray Gell-Mann montre pour elle, dans son livre le Quark et le Jaguar, une sympathie bienveillante.
On peut rapprocher cette théorie des calculs fondés sur l'ensemble des possibilités offertes au système, tels que l'intégrale de Feynman ou intégrale de chemin de Richard Feynman, ou le principe des puissances virtuelles.
Le texte de la thèse de physique d'Everett a été mis en ligne en 2008 et est toujours consultable (voir dans les liens externes)

## Objections
Bien que vigoureusement défendue par Bryce DeWitt dans les années 1970, l'interprétation d'Everett de la mécanique quantique a longtemps été considérée comme peu crédible.
Elle doit effectivement faire face à une série d'objections sur son ontologie et sur le statut qu'elle donne aux probabilités qui semblent à première vue problématiques :

### Objection ontologique
Dans le cas de l'approche Many-Worlds, il faut savoir ce qui détermine la base selon laquelle l'univers se divise en branches et selon quelles modalités, puisque la simultanéité n'existe pas à l'échelle de l'univers. Dans l'expérience du chat de Schrödinger, on imagine l'univers divisé en deux : un dans lequel le chat est vivant et un dans lequel le chat est mort. Or la base des vecteurs de l'espace de Hilbert qui correspondent à des états macroscopiques bien définis (c'est-à-dire les états dans lesquels le chat est ou bien vivant ou bien mort) n'a absolument rien de particulier par rapport au formalisme mathématique[pas clair]. A priori, on ne peut affirmer que l'univers se diviserait relativement à cette base sans ajouter un élément ad hoc à la théorie, la rendant peu attrayante. Cette objection est aussi connue sous le nom du problème de la base préférée. Par ailleurs, la simultanéité ne pouvant être définie à l'échelle de tout l'univers, la division de tout celui-ci est incommode à définir, à supposer qu'elle ait un sens.
Dans le cas de l'approche Many-Minds, l'univers ne se divise pas, mais l'observateur est lui-même défini par l'ensemble de ses observations, ce qui ne contredit pas le sens commun et élimine tout problème d'action à distance : on ne traite pas d'un objet "univers" platonicien, mais simplement de la connaissance qu'en a l'observateur.

### Mise en garde sur les probabilités
Il s'agit de montrer comment la règle de Born peut se déduire des principes de base de la théorie. Par exemple, il y a, en simplifiant à l'extrême, deux résultats possibles pour l'expérience du chat. Ces deux résultats se réalisent chacun dans leur branche. Il semble donc a priori très tentant de penser que l'on a dans tous les cas une chance sur deux d'être dans la branche du chat mort. Or, la mécanique quantique ne donne une probabilité d'un demi que dans le cas très particulier où la mesure s'effectue au temps de demi-vie du noyau radioactif.

## Développements récents
La théorie d'Everett a connu un regain d'attention depuis les années 1990 et fait notamment l'objet d'un intérêt intense à Oxford autour entre autres de David Deutsch, Simon Saunders et David Wallace. Ces auteurs ont largement avancé sur les réponses à apporter aux objections mentionnées ci-dessus. Le physicien Max Tegmark rapporte dans son livre (L’univers mathématique, p. 295) qu’il a fait un petit sondage auprès de ses étudiants : pour expliquer les bizarreries de la physique quantique, c’est l’hypothèse d’Everett qui est désormais majoritaire.

### Solution apportée au problème ontologique
Différentes approches fondées sur la décohérence permettent de fournir des réponses convaincantes au problème de la base préférée. La décohérence causée par l'interaction avec l'environnement permet de sélectionner naturellement une base dans laquelle l'opérateur statistique du système étudié (par exemple, le chat) va voir ses éléments non diagonaux tendre très vite vers 0. Ce qui signifie qu'aucune interférence sensible ne sera désormais possible entre les différentes composantes de la fonction d'onde décomposée dans cette base. Or cette base correspond justement à la base des états macroscopiquement bien définis. Dit autrement, c'est seulement relativement à cette base sélectionnée par la décohérence que la fonction d'onde va faire apparaître des structures isomorphes à des chats vivants et des chats morts, qui vont par la suite être dynamiquement indépendants (pas d'interférences).

### Solution apportée au problème des probabilités
Il existe plusieurs types d'approches pour relever le défi des probabilités. Une des plus abouties a été proposée par David Wallace dans les années 2000. Se basant sur la théorie de la décision, Wallace parvient à montrer que le seul moyen pour un agent de se comporter rationnellement dans un univers Everettien est de suivre la règle de Born. Dans une autre approche, Hilary Greaves montre qu'un agent rationnel devra pondérer l'attention accordée à ses différentes copies futures par les coefficients déterminés par la règle de Born.

## Erreurs communes concernant l'interprétation d'Everett
Hugh Everett et Bryce DeWitt ont parfois eux-mêmes assez peu détaillé certains points. Il n'est donc pas surprenant de trouver dans la littérature des lectures naïves de cette interprétation, qui peuvent ensuite être utilisées comme hommes de paille dans un cadre polémique.

### Les mondes ne sont pas des entités fondamentales de la théorie
Comme noté ci-dessus, les problèmes ontologiques de la théorie d'Everett sont résolus dans le cadre de la décohérence. Dans ce cadre, les mondes sont des structures émergentes définies relativement à une certaine base (celle qui est sélectionnée par la décohérence). Autrement dit, il n'y a pas, à quelque niveau fondamental que ce soit, un monde défini dans l'absolu qui se diviserait en plusieurs copies de mondes définis eux-mêmes dans l'absolu. Il n'y a même pas un nombre défini de mondes existant à un moment donné, car la façon de les compter est relative au coarse graining (granularité) choisi. On ne considère qu'une seule entité, l'univers dans son entier, dont l'évolution d'état est régie par l'équation de Schrödinger. Les « mondes » sont seulement des structures émergeant au sein de cette entité. La prolifération ontologique caractérisant la théorie d'Everett est ici une prolifération de structures, non une prolifération de « substance ». 

Une analogie hydrodynamique pourrait être : quand on agite l'eau d'un bassin, les équations de l'hydrodynamique prévoient l'apparition de structures à la surface de l'eau sous la forme d'ondes, sans pour autant que la quantité d'eau n'augmente : dans cette analogie, la quantité d'eau en hydrodynamique correspond à la norme intégrée de la fonction d'onde de la mécanique quantique, qui reste constante, et les « motifs » qui se dessinent à la surface de l'eau correspondent aux mondes. De même que les ondes à la surface de l'eau sont solutions des équations de l'hydrodynamique, les mondes multiples sont solutions de l'équation de Schrödinger et ne sont donc pas ajoutées à la main de manière ad hoc par les everettiens. 

Défenseurs actuels de l'approche d'Everett, Simon Saunders et David Wallace se réclament d'un réalisme structurel ontique,, position selon laquelle l'ontologie des théories physiques est représentée par les structures mathématiques de leurs équations, position philosophique où conduit a priori l'interprétation d'Everett.

### L'interprétation d'Everett n'est pas incompatible avec la réversibilité des lois de la physique
Cette erreur d'interprétation est étroitement liée à la précédente. Interpréter la théorie d'Everett comme décrivant des mondes se séparant constamment de façon irréversible fournirait certes une flèche du temps à un niveau fondamental. L'équation régissant la fonction d'onde universelle, équation de Schrödinger, reste cependant symétrique quand on inverse le sens du temps. Cette asymétrie ne peut donc avoir de sens au niveau fondamental. En revanche, il y a émergence d'une direction inhérente à la structure arborescente de la décohérence. Ce phénomène rappelle la manière dont la flèche du temps apparaît au niveau macroscopique, avec l'accroissement de l'entropie microscopique, «parfaitement» réversible en physique statistique.

### L'interprétation d'Everett n'est pas nécessairement en conflit avec le principe durasoir d'Occam
Il existe plusieurs façons de comprendre le rasoir d'Occam : en termes de parcimonie ontologique, conceptuelle ou formelle. Dans la première lecture, on limitera le nombre d'entités de la théorie au strict nécessaire. Dans la seconde, on limitera plutôt les concepts fondamentaux mis en œuvre, que l'on voudra peu nombreux et simples. Dans la troisième, c'est le nombre de postulats qui sera le plus limité possible.
La parcimonie ontologique caractérise les théories physiques actuelles (2015) en général : le modèle standard de la cosmologie prévoit par exemple l'existence d'une infinité[réf. nécessaire] de galaxies, et la relativité générale ne limitait pas a priori le nombre de trous noirs dans l'univers. Dans les deux cas, la formation des galaxies et des trous noirs correspondent à des structures propres à la dynamique de ces théories : aucun principe méthodologique en physique ne restreint ici le nombre de structures dynamiques à envisager. Les mondes d'Everett en tant que structures dynamiques - et non en tant qu'entités fondamentales - ne demandent pas de parcimonie ontologique. En revanche, parcimonies conceptuelle et formelle, requises pour la recevabilité des théories physiques (comme la relativité, l'électromagnétisme, le modèle standard des particules, etc.) s'accommodent bien de l'interprétation d'Everett, puisque celle-ci diminue le nombre de postulats de la mécanique quantique standard (plus besoin du postulat de réduction du paquet d'onde, et la règle de Born devient un théorème et non plus un axiome[pas clair]), et elle se contente de coller au plus près du formalisme de la mécanique quantique. Max Tegmark le reformule en demandant si on préfère beaucoup de mots ou beaucoup de mondes (en anglais, "many worlds or many words?"), c'est-à-dire si l'on préfère habiller le formalisme de la mécanique quantique d'un manteau conceptuel, formel et philosophique complexe afin d'éviter l'existence des mondes multiples, ou si l'on préfère prendre le formalisme tel qu'il est sous sa forme la plus épurée possible et en accepter les conséquences.

## Autour de cette théorie

### Humour éverettien
Le côté paradoxal du monde d'Everett a fait naitre chez les physiciens de nombreuses plaisanteries estudiantines, par exemple la suivante :
« Deux physiciens prennent un avion. En route, les deux moteurs s'arrêtent et l'avion pique vers le sol. Crois-tu que nous allons nous en sortir ?, demande le premier. Sans aucun problème., répond l'autre. Il y a une quantité d'univers où nous ne sommes même pas montés dans cet avion... »

### Citation deDavid Deutsch
« We know that no single-universe theory can explain even the Einstein–Podolsky–Rosen experiment ».
« Nous savons qu'aucune théorie à un seul univers ne permet d'expliquer ne serait-ce que l'expérience EPR ».

#### Français
- Texte de la thèse de physique d'Everett, mise en ligne en 2008
- (fr) [PDF] Comprenons-nous vraiment la mécanique quantique ? F. Laloë, ENS
- (fr) Arguments sur des tests possibles de l'interprétation de Everett par le physicien Aurélien Barrau dans le Journal du CNRS

#### Anglais
- (en) Many-Worlds Interpretation of Quantum Mechanics, une compilation d'articles réalisée par Norman Hugh Redington sur son site The Net Advance of Physics
- (en) Distinction entre "Many-worlds" et "Many-minds" [PDF]
- (en) The Everett FAQ
- (en) Sean Carroll (Caltech) explique l'interprétation d'Everett